# Cryptocephalus baroniurbanii
Cryptocephalus baroniurbanii – gatunek chrząszcza z rodziny stonkowatych i podrodziny Cryptocephalinae.
Gatunek ten został opisany w 1982 roku przez Igora Łopatina.
Chrząszcz wykazany z Nepalu oraz z Indii z okolic Dardżyling i Sikkimu.